# Estación Abra Pampa
Abra Pampa era una estación de ferrocarril ubicada en la ciudad homónima, departamento de Cochinoca, provincia de Jujuy, Argentina.

## Servicios
No presta servicios de pasajeros ni de cargas desde 1993. Sus vías e instalaciones pertenecientes al Ferrocarril General Belgrano están a cargo del gobierno provincial.

## Imágenes

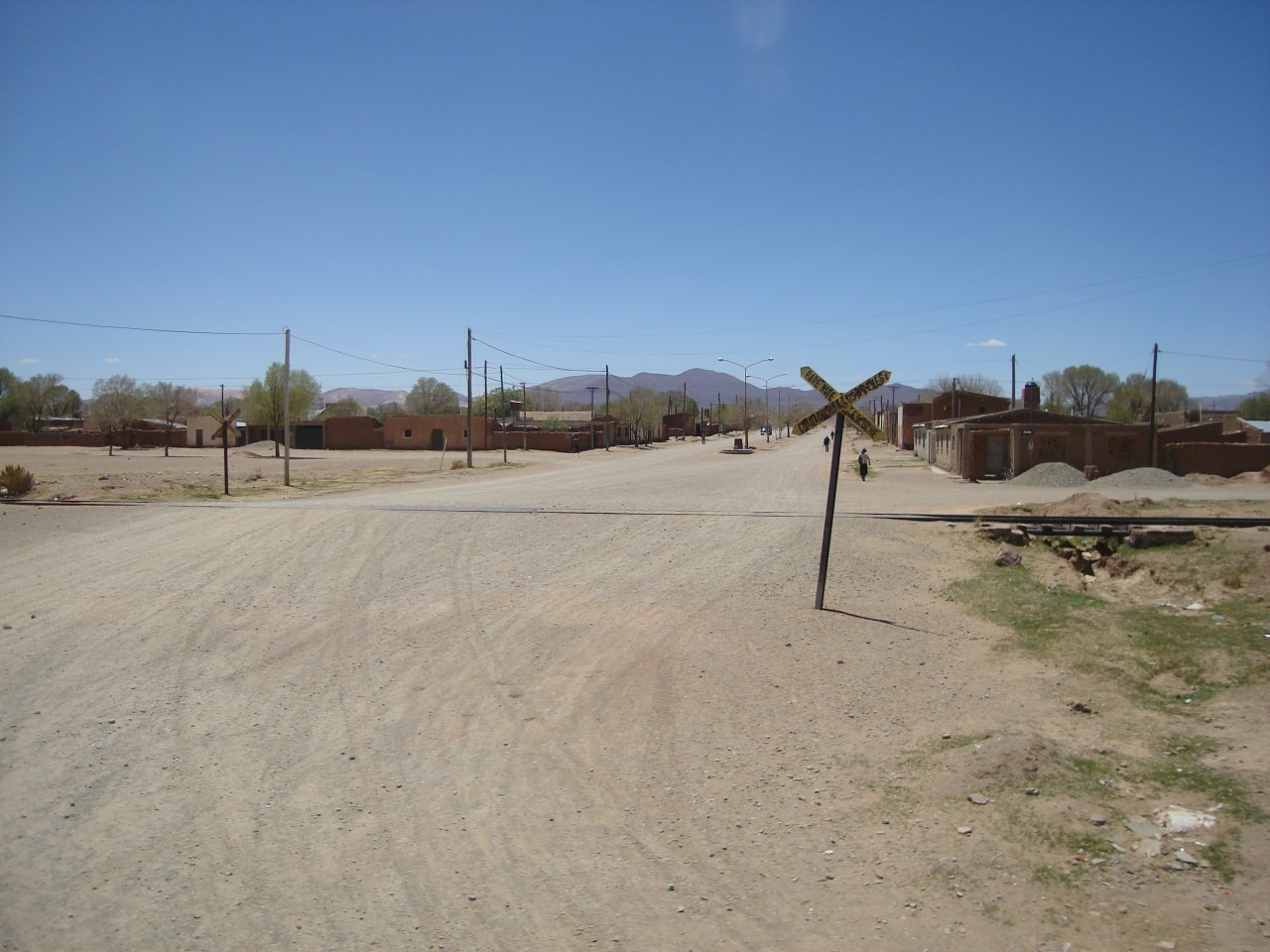
Paso a Nivel de la estación